# یاعیل

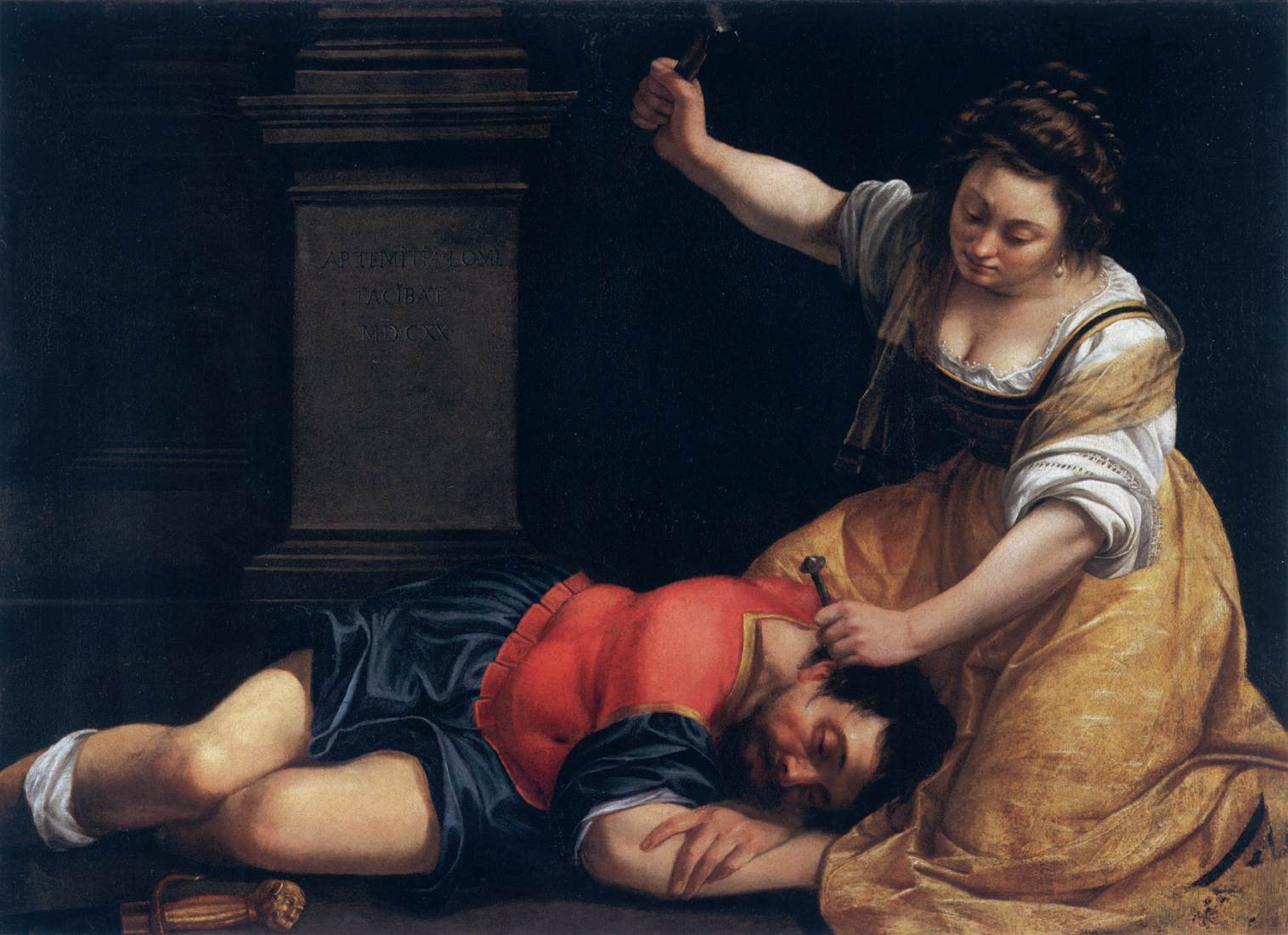
یاعیل در حال کشتن سیسرا، اثر آرتمیزیا جنتیلسکی

یاعیل (و یا یائِل) (به عبری: יָעֵל) (jaˈʔel) بر اساس کتاب مقدس زن حابر قینی بود. او در جریان جنگ میان دبوره و باراق با کنعانی‌ها، سیسرا را کشت.
سیسرا که سپاهش از بنی‌اسرائیل شکست خورده‌بود به چادر یاعیل پناه‌برد، زیرا کنعانی‌ها با قبیلهٔ حابر در صلح بودند. یاعیل از او پذیرایی نمود، ولی هنگامی که سیسرا خفته‌بود وی را با میخ چادری که بر شقیقه‌اش کوبید به قتل‌رساند. بدین‌سان پیشبینی دبوره مبنی بر از پای افتادن سیسرا به دست یک زن به واقعیت پیوست. یاعیل برای این کار در کتاب داوران مورد ستایش قرار گرفته‌است.

## یائل به عنوان اسم
یائل یکی از محبوبترین اسمهای اسرائیلی (پنجمین) برای دختران است به معنی توانایی الهی.

## یائل در لغتنامه
یاعیل در لغت (در وجه اسم عام) همچنین به گونه ای خاص از بز کوهی که در شبه جزیره عربستان واسرائیل بافت میشود اشاره دارد.